# Llista de governadors de Cap Verd
Aquesta és la llista de governadors de Cap Verd durant l'època en què va romandre sota administració portuguesa. Les dates es refereixen a la presa i cessament en el càrrec. Les dates en itàlica la continuació de facto en el càrrec.

## Per illes

### Santiago
| Període                 | Incumbent              | Notes |
| ----------------------- | ---------------------- | ----- |
| 29 de gener 1462 - 1473 | Diogo Afonso, Capità   |       |
| 1473 - 1505             | Rodrigo Afonso, Capità |       |

### Ribeira Grande
| Període                    | Incumbent                           | Notes |
| -------------------------- | ----------------------------------- | ----- |
| 19 de setembre 1462 - 1496 | António de Noli, Capità             |       |
| 8 d'abril 1497 - ????      | Branca de Aguiar, Capità            | ♀     |
| 1508 - 15??                | Sebastião Álvares de Landim, Capità |       |
| 1515 - 151?                | Fernão Mendes, Capità               |       |
| 1517 - 15??                | João Alemão, Capità                 |       |
| 16 d'agost 1536 - 15??     | João Correia de Sousa, Capità       |       |
| 1544 - 15??                | Antonio Correia de Sousa, Capità    |       |
| 1555 (o ?1559) - 15??      | Manuel de Andrade, Capità           |       |
| 1562 - ????                | D. Constantino de Bragança, Capità  |       |

### Boa Vista
| Període                             | Incumbent               | Notes |
| ----------------------------------- | ----------------------- | ----- |
| 29 d'octubre 1497 - 3 de gener 1505 | Rodrigo Afonso, Capità  |       |
| 3 de gener 1505 - 15??              | Pero Correia, Capità    |       |
| 15?? - 1542                         | Antonio Correia, Capità |       |
| 1542 - 15??                         | Maria Correia, Capità   | ♀     |

### Alcatrazes
| Període     | Incumbent                | Notes |
| ----------- | ------------------------ | ----- |
| 1484 - ???? | João de Santarém, Capità |       |
| 1504 - 150? | Afonso Ribeiro, Capità   |       |
| 1508 - 15?? | Rodrigo Varela, Capità   |       |

### Praia
| Període                 | Incumbent                             | Notes |
| ----------------------- | ------------------------------------- | ----- |
| 1526 - 1527             | André Rodrigues dos Mosquitos, Capità |       |
| 1527 - 15??             | Gomes Balieiro, Capità                |       |
| 21 de gener 1570 - ???? | Manuel Correia, Capità                |       |

### Fogo
| Període                | Incumbent                                                      | Note |
| ---------------------- | -------------------------------------------------------------- | ---- |
| 1528 - 1529            | D. João de Vasconcelos e Meneses, 2n Comte de Penela, Capità   |      |
| 20 d'abril 1528 - 15?? | D. Afonso de Vasconcelos e Meneses, 1r Comte de Penela, Capità |      |

### Sal,Santa LuziaiBrava
| Període                  | Incumbent                | Note |
| ------------------------ | ------------------------ | ---- |
| 22 d'octubre 1542 - 15?? | Luís Pereira, Capità     |      |
| 12 de gener 1553 - 15??  | Martinho Pereira, Capità |      |

### Santo Antão
| Període                 | Incumbent                | Notes |
| ----------------------- | ------------------------ | ----- |
| 13 de gener 1548 - 15?? | Gonçalo de Sousa, Capità |       |

### Illes deCap Verd
| Període                                   | Incumbent                                                        | Notes                                     |
| ----------------------------------------- | ---------------------------------------------------------------- | ----------------------------------------- |
| Sobirania Portuguesa                      |                                                                  |                                           |
| 1462                                      | Arribada dels Portuguesos                                        | Arribada dels Portuguesos                 |
| Corregidors (Magistrats)                  |                                                                  |                                           |
| 1481 - ????                               | Pero Lourenço, Corregidor                                        |                                           |
| ???? - 1517                               | Pero de Guimarães, Corregidor                                    |                                           |
| 1517 - 1521                               | João Alemão, Corregidor                                          |                                           |
| 1521 - 1527                               | Leonis Correia, Corregidor                                       |                                           |
| 28 d'agost 1527 - 1534                    | Gaspar Correia, Corregidor                                       |                                           |
| 1534 - 1536                               | Estêvão de Lagos, Corregidor                                     |                                           |
| 1536 - 1541                               | André Feio, Corregidor                                           |                                           |
| 1539 - 1541                               | Simão Afonso, Corregidor                                         |                                           |
| 1541 - 1544                               | Pero Moniz, Corregidor                                           |                                           |
| 1544 - 1547                               | António Ferreira, Corregidor                                     |                                           |
| 1547 - 1550                               | Pero de Araújo, Corregidor                                       |                                           |
| 1550 - 1556                               | Jorge Pimentel, Corregidor                                       |                                           |
| 1556 - 1559                               | Manuel de Andrade, Corregidor                                    |                                           |
| 1559 - 1560                               | Luís Martins Evangelho, Corregidor                               |                                           |
| 1560 - 1562                               | Gregorio Martins Caminha, Corregidor                             |                                           |
| 1562 - 1571                               | Bernardo de Alpoim, Corregidor                                   |                                           |
| 1571 - 1577                               | António Velho Tinoco, Corregidor                                 |                                           |
| 1577 - 1579                               | Cristóvão Soares de Melo, Corregidor                             |                                           |
| 1579 - 1584                               | Diogo Dias Magro, Corregidor                                     |                                           |
| 1584 - 1588                               | Gaspar de Andrade, Corregidor                                    |                                           |
| 1588 - 1588                               | Amador Gomes Raposo, Corregidor                                  |                                           |
| Governadors                               |                                                                  |                                           |
| 1588 - 1591                               | Duarte Lobo da Gama, Governador                                  |                                           |
| 1591 - 1595                               | Brás Soares de Melo, Governador                                  |                                           |
| 1597 - 1603                               | Francisco Lobo da Gama, Governador                               |                                           |
| 1603 - 1606                               | Fernão de Mesquita de Brito, Governador                          |                                           |
| 1606 - 1611                               | Francisco Correia da Silva, Governador                           |                                           |
| 1611 - 1614                               | Francisco Martins de Sequeira, Governador                        |                                           |
| 1614 - 1618                               | Nicolau de Castilho, Governador                                  |                                           |
| 1618 - 1622                               | Francisco de Moura, Governador                                   |                                           |
| 1622 - 1622                               | Francisco de Moura Rolim, Governador                             |                                           |
| 1622 - 1624                               | Manuel Afonso da Guerra, acting Governador                       |                                           |
| 1624 - 1628                               | Francisco de Vasconcelos da Cunha, Governador                    |                                           |
| 1628 - 1632                               | João Pereira Corte-Real, Governador                              |                                           |
| 1632 - 1636                               | Cristóvão Cabral, Governador                                     |                                           |
| 1636 - 1639                               | Jorge de Castilho, Governador                                    |                                           |
| 1639 - 1640                               | Jerónimo Cavalcanti de Albuquerque, Governador                   |                                           |
| 1640 - 1645                               | João Serrão da Cunha, Governador                                 |                                           |
| 1645 - 1646                               | Lourenço Garro, Governador                                       |                                           |
| 1646 - 1648                               | Jorge de Araújo, Governador                                      |                                           |
| 1648 - 1648                               | Roque de Barros do Rego, Governador                              |                                           |
| 1648 - 1649                               | Consell de Govern                                                |                                           |
| 12 de juny 1649 - 9 d'octubre 1650        | Gonçalo de Gamboa de Ayala, Governador                           |                                           |
| 1650 - 1651                               | Pedro Semedo Cardoso, Governador                                 |                                           |
| 1651 - 1653                               | Jorge de Mesquita Castelo-Branco, Governador                     |                                           |
| 1663 - 1658                               | Pedro Ferreira Barreto, Governador                               |                                           |
| 1658 - 1663                               | Francisco de Figueroa, Governador                                |                                           |
| 1663 - 1667                               | António Galvão, Governador                                       |                                           |
| 1667 - 1671                               | Manuel da Costa Pessoa, Governador                               | 1r mandat                                 |
| 1671 - 1676                               | Manuel Pacheco de Melo, Governador                               |                                           |
| 30 d'abril 1676 - 1676                    | João Cardoso Pássaro, Governador                                 |                                           |
| 1676 - 1678                               | Consell de Govern                                                |                                           |
| 15 de març 1678 - 1683                    | Manuel da Costa Pessoa, Governador                               | 2n Mandat                                 |
| 1681 - 1687                               | Inácio da Franca Barbosa, Governador                             |                                           |
| 1687 - 1688                               | Veríssimo de Carvalho da Costa, Governador                       |                                           |
| 1688 - 1690                               | Vitoriano da Costa, Governador                                   |                                           |
| 1690 - 1691                               | Diogo Ramires Esquível, Governador                               |                                           |
| 1691 - 1692                               | Consell de Govern                                                |                                           |
| 1692 - 1696                               | Manuel António Pinheiro da Câmara, Governador                    |                                           |
| 1696 - 7 de juny 1696                     | António Gomes de Mena, Governador                                |                                           |
| 1696 - 1698                               | Consell de Govern                                                |                                           |
| 4 de desembre 1698 - 1702                 | António Salgado, Governador                                      |                                           |
| 10 de febrer 1702 - 1702                  | Jorge Cotrim de Melo, Governador                                 |                                           |
| 12 d'abril 1702 - 1707                    | Gonçalo de Lemos Mascarenhas, Governador                         |                                           |
| 11 de maig 1707 - 1710                    | Rodrigo de Oliveira da Fonseca, Governador                       |                                           |
| 12 de febrer 1710 - 1715                  | José Pinheiro da Câmara, Governador                              |                                           |
| 27 de març 1715 - 20 de juny 1715         | Manuel Pereira Calheiros e Araújo, Governador                    |                                           |
| 1715 - 1719                               | Serafim Teixeira Sarmento de Sá, Governador                      |                                           |
| 9 d'abril 1719 - 1720                     | Baltasar de Sousa Coutinho, Governador                           |                                           |
| 11 de març 1720 - 4 de gener 1725         | António Vieira, Governador                                       |                                           |
| 24 de gener 1726 - 1728                   | Francisco Miguel da Nóbrega e Vasconcelos, Governador            |                                           |
| 10 de juliol 1728 - 1733                  | Francisco de Oliveira Grans, Governador                          |                                           |
| 1733 - 1737                               | Bento Gomes Coelho, Governador                                   |                                           |
| 1 de maig 1736 - 7 d'agost 1738           | José da Fonseca Barbosa, Governador                              |                                           |
| 1738 - 1741                               | Cambra de Senat                                                  |                                           |
| 10 de juny 1741 - 1751                    | João Zuzarte de Santa Maria, Governador                          |                                           |
| 6 de març 1751 - 1751                     | António José de Eça e Faria, Governador                          |                                           |
| 1752 - 1756                               | Luís António da Cunha de Eça, Governador                         |                                           |
| 1756 - 1761                               | Manuel António de Sousa e Meneses, Governador                    |                                           |
| 5 de març 1761 - 1761                     | Marcelino Pereira de Ávila, Governador                           |                                           |
| 1761 - 1764                               | António de Barros Bezerra, Governador                            |                                           |
| 1764 - 1766                               | Bartolomeu de Sousa de Brito Tigre, Governador                   |                                           |
| 1766 - 1767                               | João Jácome de Brito Barena Henriques, Governador                |                                           |
| 25 de desembre 1768 - 1777                | Joaquim Salema de Saldanha Lobo, Governador                      |                                           |
| 1777 - 1781                               | António do Vale de Sousa e Meneses, Governador                   |                                           |
| 19 de febrer 1781 - 1782                  | Duarte de Melo da Silva Castro e Almeida, Governador             |                                           |
| 1782 - 1783                               | Francisco de São Simão, Governador interí                        |                                           |
| 23 d'agost 1784 - 1789                    | António Machado de Faria e Maia, Governador                      |                                           |
| 2 d'abril 1789 - 1793                     | Francisco José Teixeira Carneiro, Governador                     |                                           |
| 27 de setembre 1793 - 10 de setembre 1795 | José da Silva Maldonado de Eça, Governador                       |                                           |
| 3 d'agost 1796 - 29 de desembre 1802      | Marcelino António Bastos, Governador                             |                                           |
| 12 de maig 1803 - 1818                    | D. António Coutinho de Lencastre, Governador                     |                                           |
| 6 de febrer 1818 - 1822                   | António Pusich, Governador                                       |                                           |
| 9 de maig 1822 - 1826                     | João da Mata Chapuzet, Governador                                |                                           |
| 7 de setembre 1826 - 1830                 | Caetano Procópio Godinho de Vasconcelos, Governador              |                                           |
| 1830 - 1831                               | D. Duarte da Costa de Sousa de Macedo, Governador                |                                           |
| 1831 - 1834                               | D. José Coutinho de Lencastre, Governador                        |                                           |
| 1834 - 1835                               | Manuel António Martins, Governador                               |                                           |
| 1835 - 1836                               | Joaquim Pereira Marinho, Governador                              | 1r mandat                                 |
| 1836 - 1837                               | Domingos Correia Arouca, Governador                              |                                           |
| 1837 - 1839                               | Joaquim Pereira Marinho, Governador                              | 2n Mandat                                 |
| 1839 - 1842                               | João de Fontes Pereira de Melo, Governador                       | 1r mandat                                 |
| 5 d'abril 1842 - 1845                     | Francisco de Paula Bastos, Governador                            |                                           |
| 26 de juny 1845 - 1847                    | José Miguel de Noronha, Governador                               |                                           |
| 28 de juliol 1847 - 1851                  | João de Fontes Pereira de Melo, Governador                       | 2n Mandat                                 |
| 25 de juny 1851 - 1854                    | Fortunato José Barreiros, Governador                             |                                           |
| 6 d'abril 1854 - 1857                     | António Maria Barreiros Arrobas, Governador                      |                                           |
| 25 de desembre 1857 - 1860                | Sebastião Lopes de Calheiros e Meneses, Governador               |                                           |
| 1860 - 1860                               | Januário Correia de Almeida, Governador                          |                                           |
| 6 de setembre 1860 - 1863                 | Carlos Joaquim Franco, Governador                                |                                           |
| 1863 - 1869                               | José Guedes de Carvalho e Meneses, Governador                    |                                           |
| 11 de febrer 1869 - 1876                  | Caetano Alexandre de Almeida e Albuquerque, Governador           |                                           |
| 1877 - 1877                               | G. C. Lopes de Macedo, Governador                                |                                           |
| 1878 - 1878                               | Vasco Guedes de Carvalho e Meneses, Governador                   |                                           |
| 1879 - 1881                               | António de Nascimento Pereira de Sampaio, Governador             |                                           |
| 1882 - 1886                               | João Paes de Vasconcellos, Governador                            |                                           |
| 1887 - 1889                               | João Cesário de Lacerda, Governador                              | 1r mandat                                 |
| 1890 - 1890                               | Augusto César Cardoso de Carvalho, Governador                    |                                           |
| 1891 - 1893                               | José Guedes Brandão de Melo, Governador                          |                                           |
| 1893 - 1894                               | Fernando de Magalhães e Menezes, Governador                      |                                           |
| 1894 - 1896                               | José Guedes Brandão de Melo, Governador                          |                                           |
| 1897 - 1897                               | Alexandre Alberto da Rocha de Serpa Pinto, Governador            |                                           |
| 1898 - 1900                               | João Cesário de Lacerda, Governador                              | 2n Mandat                                 |
| 1901 - 1902                               | Arnaldo de Novais Guedes Rebelo, Governador                      |                                           |
| 1902 - 1903                               | Francisco de Paula Cid, Governador                               |                                           |
| 1903 - 1904                               | António Alfredo Barjona de Freitas, Governador                   |                                           |
| 1905 - 1907                               | Amâncio de Alpoim Cerqueira Borges Cabral, Governador            |                                           |
| 1907 - 1909                               | D. Bernardo António da Costa de Sousa de Macedo, Governador      |                                           |
| 1909 - 1910                               | Martinho Pinto de Queiros Montenegro, Governador                 |                                           |
| 1910 - 1911                               | António de Macedo Ramalho Ortigão, Governador                    |                                           |
| 1911 - 1911                               | Artur Marinha de Campos, Governador                              |                                           |
| 1911 - 1915                               | Joaquím Pedro Vieira Júdice Bicker, Governador                   |                                           |
| 1915 - 1918                               | Abel Fontoura da Costa, Governador                               |                                           |
| 1918 - 1919                               | Teófilo Duarte, Governador                                       |                                           |
| 1919 - 1921                               | Manuel Firmino de Almeida da Maia Magalhães, Governador          |                                           |
| 1921 - 1922                               | Filipe Carlos Días de Carvalho, Governador                       |                                           |
| 1924 - 1926                               | Julio Henríques d'Abreu, Governador                              |                                           |
| 1927 - 1927                               | João de Almeida, Governador                                      |                                           |
| 1927 - 1931                               | António Álvares Guedes Vaz, Governador                           |                                           |
| 1931 - 1941                               | Amadeu Gomes de Figueiredo, Governador                           |                                           |
| 1941 - 1943                               | José Diogo Ferreira Martins, Governador                          |                                           |
| 1943 - 1949                               | João de Figueiredo, Governador                                   |                                           |
| 1950 - 1953                               | Carlos Alberto Garcia Alves Roçadas, Governador                  |                                           |
| 1953 - 1957                               | Manuel Marques de Abrantes Amaral, Governador                    |                                           |
| 1957 - 1958                               | António Augusto Peixoto Correia, acting Governador               |                                           |
| 1958 - 1962                               | Silvino Silvério Marques, Governador                             |                                           |
| 1963 - 1969                               | Leão Maria Tavares Rosado do Sacramento Monteiro, Governador     |                                           |
| 13 de març 1969 - 1974                    | António Adriano Faria Lopes dos Santos, Governador               |                                           |
| 1974 - 25 d'abril de 1974                 | Basílio Pina de Oliveira Seguro, Governador                      |                                           |
| 1974 - 1974                               | Sérgio Fonseca, Governador                                       |                                           |
| 6 d'agost 1974 - 21 de setembre 1974      | Henrique Afonso da Silva Horta, Governador                       |                                           |
| 21 de setembre 1974 - 1974                | Vicente Manuel de Moura Coutinho de Almeida d'Eça, Governador    |                                           |
| 1974 - 5 de juliol 1975                   | Vicente Manuel de Moura Coutinho de Almeida d'Eça, Alt Comissari |                                           |
| 5 de juliol 1975                          | Independència com a República de Cap Verd                        | Independència com a República de Cap Verd |